# کاواتاپی
کواتاپی که به عنوان اسپیرالی' نیز شناخته می‌شود، نوعی ماکارونی است که به شکل لوله‌ای مارپیچی تشکیل شده است. برخی مناطق ایالات متحده و کانادا ممکن است به آن «دو آرنج» یا ماکارونی «اسکوبی دو» نیز بگویند.
این باید با فوسیلی اشتباه گرفته نشود، که با وجود اینکه به‌طور معمول به عنوان «ماکارونی پیچ‌دار» نیز شناخته می‌شود، شکل کاملاً متفاوتی دارد. ویژگی‌های متمایز آن شکل لوله‌ای توخالی کواتاپی است، در حالی که فوسیلی پیچ صاف دارد. کواتاپی معمولاً با خطوط یا شیارهایی (ریگاتی به ایتالیایی) بر روی سطح خود مشخص می‌شود. کواتاپی نوعی ماکارونی یا پاستای ضخیم و توخالی است که بدون استفاده از تخم‌مرغ تهیه می‌شود. این ماکارونی ممکن است به رنگ زرد باشد، مانند اکثر پاستاها، یا سبزیجات یا رنگ خوراکی به آن اضافه شود تا رنگ سبز یا قرمز به خود بگیرد. می‌توان از آن در انواع غذاها، از جمله سالادها، سوپ‌ها و کاسرول‌ها استفاده کرد.

## ریشه‌شناسی
کواتاپی یک واژه ایتالیایی است که از ترکیب کاوا و تاپی ساخته شده و به معنای واقعی 'استخراج‌کننده درپوش' (یک چوب‌پنبه بازکن) است. این ماکارونی به نام‌های دیگری نیز شناخته می‌شود.

## خاستگاه
کواتاپی نام عمومی است که توسط برندهای دیگری که ماکارونی چلنتانی باریلا را تقلید کردند، اتخاذ شده است. این شکل خاص در دهه ۱۹۷۰ در باریلا در پارما به وجود آمد، زمانی که مجموعه‌ای از قالب‌های ماکارونی به اشتباه با مجموعه‌ای از خطوط مارپیچ (به جای مستقیم) ساخته شده بود. این قالب‌ها ماکارونی به شکل مارپیچ یا فنری (مولا به ایتالیایی) تولید کردند. باریلا تصمیم گرفت آن را به نام یکی از معروف‌ترین شخصیت‌های تلویزیونی آن زمان، آدریانو چلنتانو، که به Il Molleggiato معروف بود، نام‌گذاری کند. از آنجایی که این نام توسط باریلا ثبت شده بود، سایر تولیدکنندگان ماکارونی مجبور شدند از نام‌های دیگری مانند کواتاپی استفاده کنند.

## شکل
شکل کواتاپی شاید بهترین توصیف را به عنوان یک لوله شیاردار که به شکل هلیکس از طریق تعداد کمی چرخش خارج شده است، داشته باشد. تعداد چرخش‌ها معمولاً در محدوده یک تا سه است (با کمتر از یک چرخش کامل، شکل به نسخه‌ای پیچیده از ماکارونی آرنجی تبدیل می‌شود).

## دستور پخت‌های رایج
کواتاپی در غذاهای ایتالیایی مانند کواتاپی آل اماتریکانا و کواتاپی آل پومودورو استفاده می‌شود.